# 猛坑水库
猛坑水库，又名杜鹃湖，位于中国贵州省长顺县新寨乡境内，地处县城长寨镇西北18千米，是摆所河上游干流上的中型水库。水库始建于1978年，1980年停建，1989年续建，1998年建成蓄水。总库容1339万立方米，正常蓄水位1210米。水库大坝为浆砌石双曲拱坝，最大坝高46米，坝顶弧长121.7米，坝顶宽3米。水库属于年调节水库，以灌溉和防洪为主，兼有养殖、乡镇供水、旅游等功能。现为中国国家水利风景区。